# Хайнрих фон дер Лайен
Хайнрих фон дер Лайен (на немски: Heinrich von der Leyen; † 16 август 1342) е благородник от фамилията „фон дер Лайен“, господар на Лай и Лифенберг.
Той е син на Херман II фон дер Лайен († 1270) и съпругата му Алайдис († сл. 1270). Внук е на Херман I фон дер Лайен († 1262) и правнук на Дитрих фон дер Лайен († сл. 1239) и Алайдис († сл. 1239). Праправнук е на Волкнандус фон дер Лайен († 1193).
Родът фон дер Лайен резидира в замък Бург Лайен в Гондорф на Мозел. Те първо са служители или министериали на архиепископа на Трир.

## Фамилия
Хайнрих фон дер Лайен се жени за Мехтилд фон Мандершайд († сл. 1342), дъщеря на рицар Вилхелм III фон Мандершайд († 1313) и втората му съпруга Юта фон Ройланд († сл. 1343), дъщеря на Дитрих фон Ройланд († 1296/1299) (в Белгия) и Мехтилд фон Гимних († сл. 1292).
Мехтилд фон Мандершайд се омъжва втори път за Фридрих фон Бофорт.

## Деца
Хайнрих фон дер Лайен има една дъщеря:
- Гертруд фон дер Лейен († сл. 1347), омъжена за Томас II де Сотра († 1361), син на Вилхелм де Сотра и Алберадис.